# Port Washington (New York)
Port Washington è un census-designated place degli Stati Uniti d'America nella contea di Nassau, nello Stato di New York. È situato nell'isola di Long Island e fa parte del comune di North Hempstead.

## Infrastrutture e trasporti
Port Washington è servito dall'omonima stazione ferroviaria della Long Island Rail Road.